# Банье, Антуан
Антуан Банье (фр. Antoine Banier; 2 ноября 1673, Далле, Овернь — 2 ноября 1741, Париж) — французский аббат, переводчик, историк религии, литератор, эрудит, мифограф, член Академии надписей и изящной словесности.

## Биография

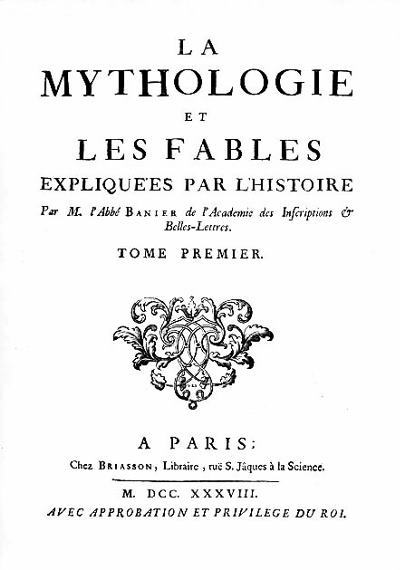
Заглавная страница 1-го тома «Mythologie et la fable expliqués par l’histoire». 1738 г.

Получил образование в иезуитской семинарии в Клермоне, прибыл в Париж в качестве репетитора детей знатных особ.
Занимался изучением мифологии. В 1711 году написал сочинение «Историческое объяснение мифов», один из самых авторитетных трудов того времени, посвящённых мифологии.
Третье, переработанное, издание этого труда вышло в 1738 году в трёх томах под названием «Мифология и баснословие, объясненные исторически» (Banier A. Mythologie et la fable expliqués par l’histoire. P., 1738—1740. 3 t.) и выдержало затем много переизданий. Труд Банье написан с позиций эвгемеризма. Его автор целиком разделял взгляд на языческие мифы как на своеобразно искажённую историю.
Его интерпретация древнегреческой мифологии была широко принята до середины XIX века.
Известен также как переводчик «Метаморфоз» Овидия. Автор мемуаров.
С 1728 года — член Академии надписей и изящной словесности.